# Ljubište
Lubishtë en albanais et Ljubište en serbe latin (en serbe cyrillique : Љубиште) est une localité du Kosovo située dans la commune/municipalité de Viti/Vitina, district de Gjilan/Gnjilane (Kosovo) ou district de Kosovo-Pomoravlje (Serbie). Selon le recensement kosovar de 2011, elle compte 1 445 habitants.

## Démographie

### Évolution historique de la population dans la localité
| 1948 | 1953  | 1961  | 1971  | 1981  | 1991  | 2011  |
| ---- | ----- | ----- | ----- | ----- | ----- | ----- |
| 994  | 1 105 | 1 137 | 1 297 | 1 554 | 1 798 | 1 445 |

|  |

### Répartition de la population par nationalités (2011)
En 2011, les Albanais représentaient 99,72 % de la population.